# Боголюбов, Виктор Леонидович
Виктор Леонидович Боголюбов (25 марта 1874 ― 7 марта 1935) ― российский и советский учёный, хирург, доктор медицинских наук, профессор, заведующий кафедрой хирургии Саратовского медицинского университета (с 1911 года) и заведующий кафедрой хирургии Казанского университета (с 1915 года).

## Биография
Виктор Леонидович Боголюбов родился 25 марта 1874 года в городе Казани.
Окончив с отличием в 1898 году обучение на медицинском факультете Казанского университета, он стал работать ординатором факультетской хирургической клиники под руководством профессора В. И. Разумовского. В 1904 году успешно защищает диссертацию на соискание степени доктора медицинских наук, на тему „Резекция придатка яичка при туберкулезе и операция анастомоза на семенных путях“.
В 1911 году проф. В. И. Разумовский рекомендует его на должность руководителя кафедры хирургической патологии только что организованного Саратовского университета. В этой должности он трудился два года и стал организатором новой кафедры факультетской хирургии. После чего возвратился в Казань. С 1913 года он стал заведовать кафедрой оперативной хирургии и топографической анатомии Казанского университета, а в 1917 году был назначен заведующим кафедрой общей хирургии.
Боголюбов был организатором Казанского института усовершенствования врачей. В 1920 году в помещение бывшей земской больницы он основывает пропедевтическую хирургическую клинику, а затем добивается перевода её в новое здание. Одновременно преподает в Институте усовершенствования врачей курс хирургии, а в 1923 году был назначен на должность директора хирургической клиники.
Является автором около 100 научных работ, среди них 6 монографий. Анализировал и изучал клинику пластической хирургии. Предложил оригинальный способ орхидопексии, разработал новый способ восстановления брюшной стенки при расхождении прямых мышц живота с помощью погружных швов, рекомендовал при выпадении прямой кишки применять вместо проволоки и фасции более доступный для пластики материал — лоскуты кожи, свёрнутые в виде жгутика. Значимую научную ценность до настоящего времени представляют его работы о болезнях грудных желез, повреждениях и заболеваниях поджелудочной железы, сердца и околосердечной сумки.
Активный член медицинского сообщества.
Умер 7 марта 1935 года в Москве, находясь на лечении.

## Научная деятельность
Труды, монографии:
- Боголюбов В.Л. Резекция придатка яичка (при туберкулезе) и операция анастомоза на семенных путях, диссертация, Казань, 1904;
- Боголюбов В.Л. Хирургические заболевания и повреждения поджелудочной железы, Санкт-Петербург, 1907;
- Боголюбов В.Л. Болезни грудных желез, Санкт-Петербург, 1912;
- Боголюбов В.Л. К технике орхидопексии, Казанский медицинский журнал, № 3, 1926, С. 308;
- Боголюбов В.Л. Опыт применения свободно пересаженных кожных жгутиков для некоторых хирургических целей, Иов. хир. арх., т. 13, кн. 2, 1927, С. 226.